# 莱里沃
莱里沃（法語：Les Rives，法語發音：[le ʁiv]）是法国埃罗省的一个市镇，属于洛代沃区。

## 地理
莱里沃（43°50'32"N, 3°16'8"E）面积23.79 平方千米，位于法国奧克西塔尼大區埃罗省，该省份为法国南部沿海省份，南濒地中海，西南接奥德省，西北接塔恩省和阿韦龙省，东北与加尔省接壤。
与莱里沃接壤的市镇（或旧市镇、城区）包括：科尔尼斯、拉库韦尔图瓦拉德、勒凯拉尔、洛鲁、罗米吉耶尔、圣费利德耶拉。

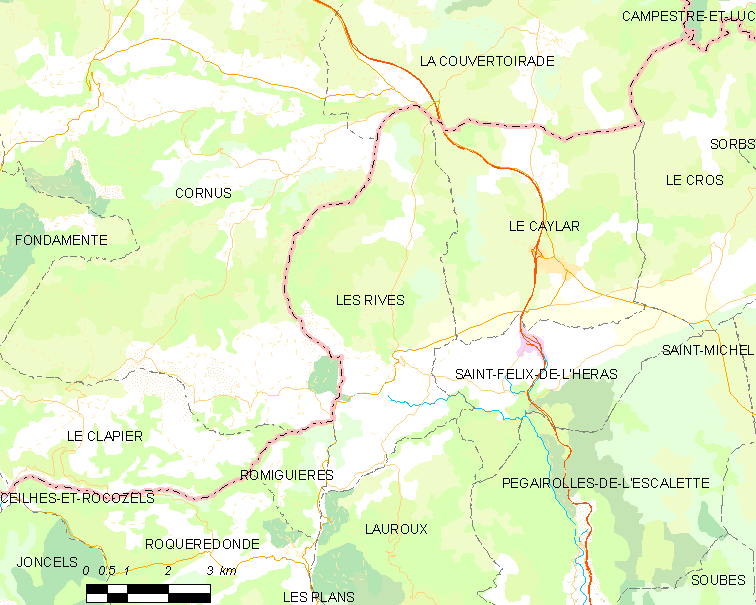
莱里沃的OSM定位图

莱里沃的时区为UTC+01:00、UTC+02:00（夏令时）。

## 行政
莱里沃的邮政编码为34520，INSEE市镇编码为34230。

## 政治
莱里沃所属的省级选区为洛代沃县。

## 人口

1962-2008年间莱里沃人口变化图示

莱里沃于2022年1月1日时的人口数量为151人。